# Konqueror

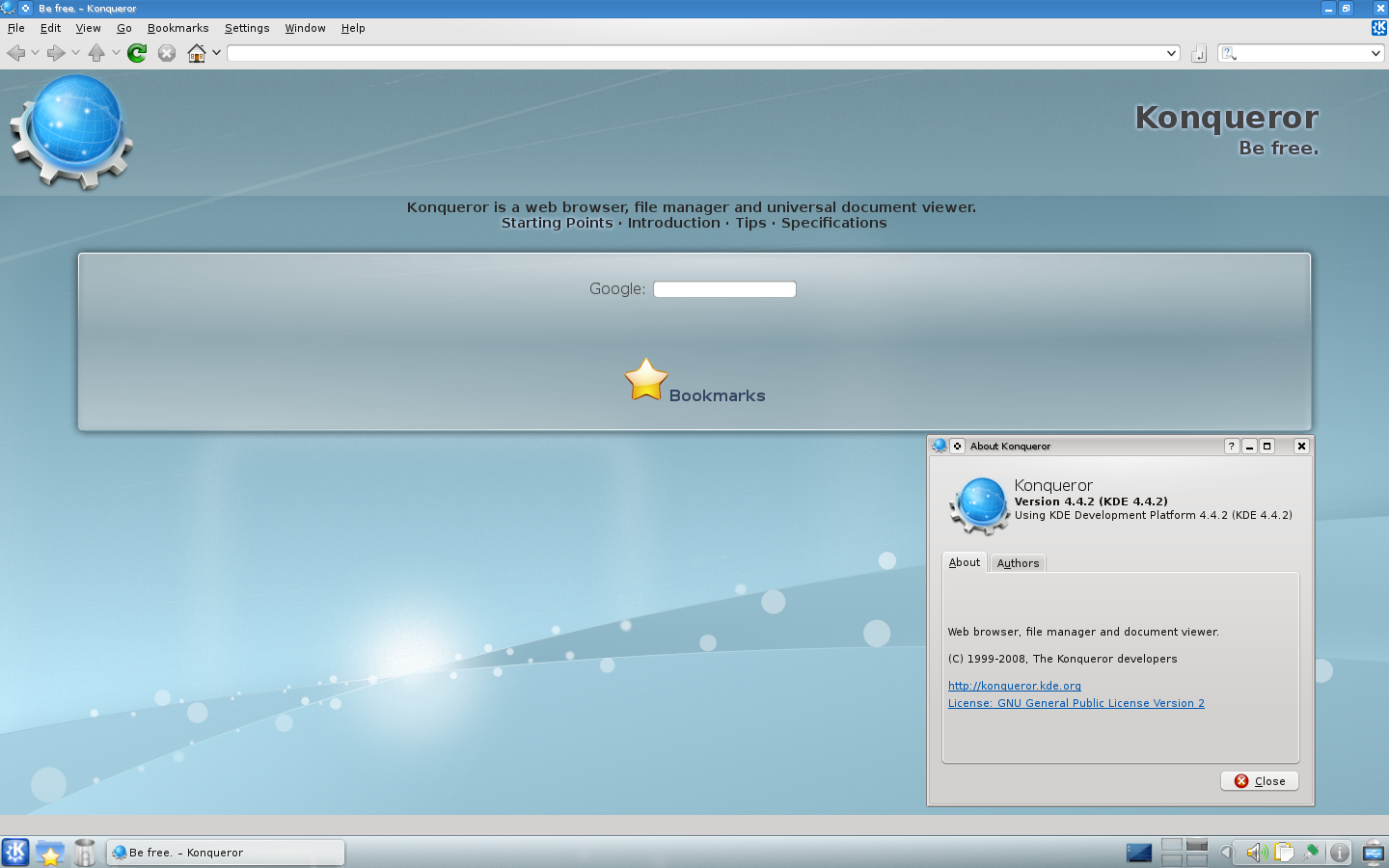
Ảnh chụp màn hình trang nhà mặc định trong Konqueror 4.4.2

Konqueror là trình duyệt Web và trình quản lý tập tin cung cấp chức năng trình xem tập tin (file viewer) cho tập tin từ nhiều nguồn: đĩa cứng, World Wide Web, máy chủ FTP, và ảnh đĩa (disk image). Nó, một thành phần gốc của môi trường làm việc KDE (KDE desktop environment), được phát triển bởi những người tình nguyện theo phương pháp mã nguồn mở. Konqueror chạy được trên phần nhiều hệ điều hành giống Unix cũng như trên các máy chạy Microsoft Windows. Cũng như các thành phần trong gói KDEBase, nó được phát hành theo Giấy phép Công cộng GNU (phiên bản 2).
Tên "Konqueror" chỉ đến hay trình duyệt cạnh tranh lúc khi phát hành phiên bản đầu tiên: "ban đầu là Navigator, rồi Explorer, rồi Konqueror". Nó cũng tuân theo tục lệ đặt tên KDE: phần nhiều chương trình KDE có tên bắt đầu chữ K.
Konqueror có sẵn trong phiên bản 2 của KDE, ra mắt ngày 23 tháng 10 năm 2000. Nó thay thế chương trình KFM (trình quản lý tập tin KDE). Khi KDE4 được phát hành, Dolphin thay thế Konqueror cho những chức năng quản lý tập tin.